# Christine Bösch-Vetter
Christine Bösch-Vetter (* 20. März 1982 in Lustenau als Christine Vetter) ist eine österreichische Politikerin (GRÜNE). Bösch-Vetter ist Gemeinderätin der Marktgemeinde Lustenau und seit April 2022 Abgeordnete zum Vorarlberger Landtag.

## Berufliche Karriere
Christine Bösch-Vetter wurde 1982 in Lustenau geboren und wuchs im familiären landwirtschaftlichen Betrieb auf. Sie besuchte bis zum Jahr 2000 die Fachschule Marienberg in Bregenz und absolvierte anschließend für ein Jahr den Europäischen Freiwilligendienst an der niederländischen Stichting Titurel.
Ab 2001 besuchte Christine Bösch-Vetter die Lehranstalt für heilpädagogische Berufe (Kathi-Lampert-Schule in Götzis) und wurde parallel dazu Lehrerin an der Sprachheilstätte Summer in Rankweil. 2004 schloss sie die Ausbildung an der Lehranstalt für heilpädagogische Berufe ab und wurde anschließend Beraterin für Menschen mit Behinderung und deren Angehörige am Institut für Sozialdienste (IfS) in Dornbirn. Seit dem Jahr 2012 ist Bösch-Vetter beruflich im politischen Bereich tätig, zunächst als Lustenauer Gemeinderätin und ab 2019 zusätzlich als Klubdirektorin des Landtagsklubs der Vorarlberger Grünen.

## Politischer Werdegang
Christine Bösch-Vetter engagierte sich erstmals im Jahr 2005 bei den Lustenauer Grünen und wurde bei der Gemeindevertretungswahl 2010 für diese in die Lustenauer Gemeindevertretung gewählt. Seit dem Jahr 2012 ist Bösch-Vetter Gemeinderätin der Marktgemeinde, wobei sie aktuell für die Ressorts Klimaschutz, Umwelt, Abfall, Energie und Gewässerrenaturierung zuständig ist. Bei der Gemeindevertretungswahl 2015 kandidierte Christine Bösch-Vetter erstmals als Spitzenkandidatin der Lustenauer Grünen. Sie ist in Lustenau Fraktionsobfrau der Grünen in der Gemeindevertretung und Mitglied des Landesvorstandes der Vorarlberger Grünen.
Im Jahr 2019 übernahm sie als Karenzvertretung zusätzlich die Funktion der Klubdirektorin des Landtagsklubs der Grünen. Nachdem im März 2022 der Wechsel des bisherigen Landesrats Johannes Rauch als Gesundheitsminister in die Bundesregierung bekannt gegeben und Bösch-Vetters Lustenauer Parteikollege Daniel Zadra als dessen Nachfolger als Landesrat vorgeschlagen wurde, wurde Christine Bösch-Vetter wiederum Zadras Nachfolgerin als Abgeordnete zum Vorarlberger Landtag. Sie wurde in der Landtagssitzung am 6. April 2022 als Abgeordnete angelobt. Im Grünen Landtagsklub wurde sie Bereichssprecherin für die Agenden Landwirtschaft/Ernährung, Datenschutz/Konsumentenschutz, Europa, Kinder- und Jugend(hilfe) sowie Mobilität.

## Privatleben
Christine Bösch-Vetter ist verheiratet und Mutter zweier Töchter und eines Sohnes. Sie wohnt mit ihrer Familie in Lustenau.